# Microhyla zeylanica
Microhyla zeylanica es una especie  de anfibios de la familia Microhylidae.

## Distribución geográfica
Es endémica del centro de Sri Lanka, en altitudes entre 1800 y 2200 m.

## Estado de conservación
Se encuentra amenazada de extinción por la pérdida de su hábitat natural.